# Félix Cabanes

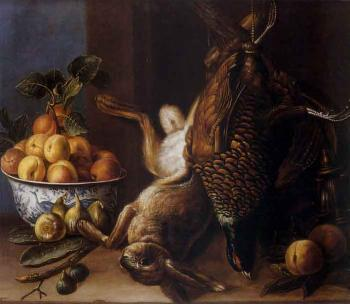
Bodegón de caza y fruta, 1748, óleo sobre lienzo, 62 x 74 cm, Madrid, mercado anticuario.

Félix Cabanes, también transcrito Cabanyes y Cabañes (fl. 1721- 1748) fue un  pintor español, hijo de José Cabanyes, dorador, y discípulo de Antonio Viladomat antes de 1721. 
Pocos más datos se conocen de su biografía y de su producción únicamente se ha conservado una pareja de bodegones de caza y fruta de excelente calidad, firmados ambos F. Cabanes pinxit 1748. En ellos, aunque con tendencia a reducir el número de objetos y el efecto escenográfico de su maestro, cabe apreciar la influencia de Viladomat conjugada con la de la pintura valenciana de floreros, valiéndose de un dibujo seguro y preciso en la representación de los objetos.